# Tomás Mejía
Tomás Mejía (17 septembre 1820, Pinal de Amoles, Querétaro - 19 juin 1867, Cerro de las Campanas, Querétaro), est un général de division mexicain, d'origine indigène. Mejía, conservateur et catholique passe au service de Maximilien, empereur du Mexique.
Après la défaite de l'Empire, il est fusillé par les républicains avec le général Miguel Miramón et l'empereur Maximilien Ier au Cerro de las Campanas, Querétaro, Mexique. 

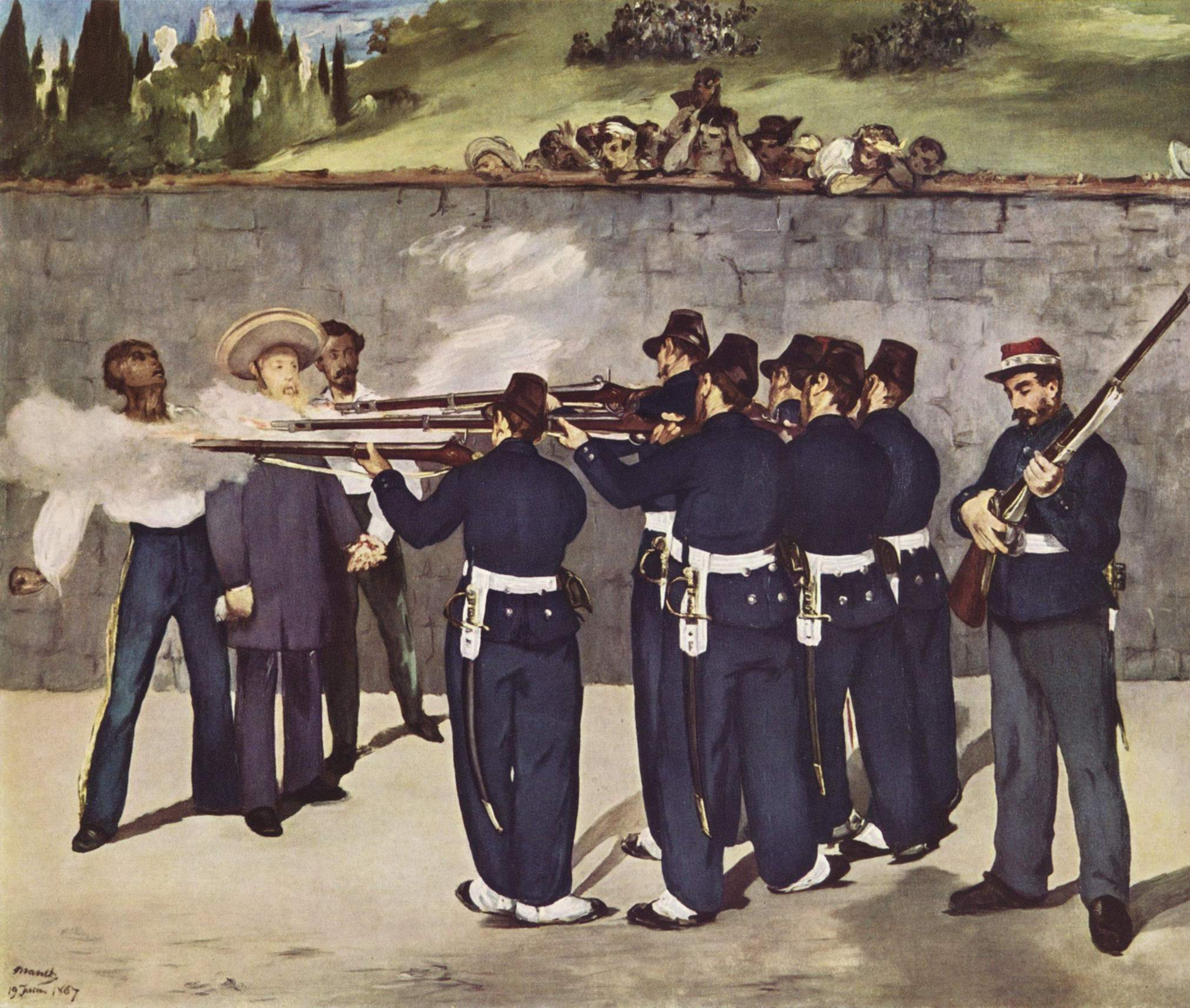
Execution du Emperor Maximilian, Édouard Manet 1868. Gen. Tomás Mejía, gauche.

Il a combattu durant la guerre américano-mexicaine entre les États-Unis et la République du Mexique.